# Кыпа-Тэкотэдылькы
Кыпа-Тэкотэдылькы (устар. Кыпа-Тэкотэдыль-Кы) — река в России, протекает по Красноселькупскиму району Ямало-Ненецкого автономного округа. Устье реки находится в 18 км по левому берегу реки Тэкотэдылькы. Длина реки составляет 42 км.
Система водного объекта: Тэкотэдылькы → Тэкоделькы → Часелька → Таз → Карское море.

## Данные водного реестра
По данным государственного водного реестра России относится к Нижнеобскому бассейновому округу, водохозяйственный участок реки — Таз, речной подбассейн реки — подбассейн отсутствует. Речной бассейн реки — Таз.
Код объекта в государственном водном реестре — 15050000112115300068179.